# 川井つと
川井 つと（かわい つと、1965年〈昭和40年〉8月8日 - ）は、日本の俳優。DruCi所属。大阪府出身。

## 人物
趣味はカラオケ、イラスト、スポーツ全般。特技は歌、関西弁（方言指導可能）、陸上（400m大阪市優勝）である。かつては川井 勉史の名義で活動していた。

## 出演

### 映画
- 御法度（1999年、監督：大島渚、松竹） - 新撰組隊士 役
- 梟の城 owl's castle（1999年、監督：篠田正浩、東宝） - 宿直の侍 役
- ネプチューン in どつきどつかれ（1998年、監督：小松隆志、ギャガ・コミュニケーションズ） - クラブのマネージャー 役[2]
- どら平太（2000年、監督：市川崑、東宝） - 若旦那 役
- 日本の黒い夏［冤enzai罪］（2001年、監督：熊井啓、日活） - 男 役[3]
- 竜馬の妻とその夫と愛人（2002年、監督：市川準、東宝） - 警官 役[4]
- 壬生義士伝（2003年、監督：滝田洋二郎、松竹） - 橋本佐之助 役[5]
- 陰陽師II（2003年、監督：滝田洋二郎、東宝） - 出雲族 役[6]
- 亡国のイージス（2005年、監督：阪本順治、日本ヘラルド・松竹） - 救助隊員 役
- 寝ずの番（2006年、監督：マキノ雅彦、角川ヘラルド映画） - 駅員 役[7]
- HERO（2007年、監督：鈴木雅之、東宝） - ベルホームハウジング社員 役
- どろろ（2007年、監督：塩田明彦、東宝） - 村人 役
- 次郎長三国志（2008年、監督：マキノ雅彦、角川映画） - 保下田の久六の子分 役
- RAILWAYS 49歳で電車の運転士になった男の物語（2010年、監督：錦織良成、松竹） - 新聞社デスク 役
- ワイルド7（2011年、監督：羽住英一郎、ワーナー・ブラザース映画）
- プリンセス トヨトミ（2011年、監督：鈴木雅之、東宝）[8]
- ステキな金縛り ONCE IN A BLUE MOON（2011年、監督：三谷幸喜、東宝） - 廷吏 役
- 麒麟の翼 〜劇場版・新参者〜（2012年、監督：土井裕泰、東宝）[9]
- BRAVE HEARTS 海猿（2012年、監督：羽住英一郎、東宝） - 警視庁幹部 役
- 柘榴坂の仇討（2014年、監督：若松節朗、松竹） - 助八 役
- 短編映画 SCRAMBLE（2014年） - 丸山刑事 役
- アゲイン 28年目の甲子園（2015年、監督：大森寿美男、東映） - 新井裕司 役
- 海難1890（2015年、監督：田中光敏、東映）
- 信長協奏曲（2016年、監督：松山博昭、東宝） - 織田家家臣 役
- 真田十勇士（2016年、監督：堤幸彦、松竹・日活） - 豊臣家臣 役
- シン・ゴジラ（2016年、総監督：庵野秀明・監督：樋口真嗣、東宝） - 法務大臣・佃駒人 役[10]
- グッドモーニングショー（2016年、監督：君塚良一、東宝） - 須藤誠 役
- 嘘八百（2018年、監督：武正晴、ギャガ） - 骨董品屋の店員 役
- マンハント Manhunt（原題：追捕 MANHUNT）（2017年、監督：ジョン・ウー、ギャガ） - 爆弾処理班 役
- えちてつ物語 わたし、故郷に帰ってきました。（2018年、監督：児玉宜久、ギャガ） - 野路慎太郎 役
- キングダム（2019年、監督：佐藤信介、東宝） - 文官 役[11]
- 東京喰種 トーキョーグール S（2019年、監督：川崎拓也、松竹） - レストラン客紳士 役
- おしょりん（2023年、監督：児玉宜久、KADOKAWA） - 銀行の支店長 役

### テレビドラマ
- 連続テレビ小説（NHK）
  - ふたりっ子（1996年10月7日 - 1997年4月5日）[12]
  - 甘辛しゃん（1997年10月6日 - 1998年4月4日）[13]
  - あすか 第6回（1999年10月9日）[14]
- 暴れん坊将軍VIII 第6話（1997年9月13日、テレビ朝日系） - 室田六兵衛 役[15][16][17]

※亀吉 役として、第21話（1998年2月28日）にも出演している。
- テレビ大阪開局15周年記念番組 米将軍吉宗に挑んだ男（1998年2月3日、テレビ東京系）[18]
- 高村薫サスペンス 地を這う虫（1999年9月9日、NHK BS2 / 2000年8月16日、NHK総合）[19]
- 御家人斬九郎 第5シリーズ 第4話（2002年1月15日、フジテレビ）[20]
- 大河ドラマ（NHK）
  - 武蔵 MUSASHI 第28回・第30回・第32回（2003年7月13日・27日・8月10日） - 木村助九郎 役[21]
  - 義経 第48回（2005年12月4日） - 雑色 役[22]
  - 平清盛 第24回（2012年6月17日） - 原田種直の家人 役[23][24]
  - 西郷どん 第41回（2018年11月4日） - 万里小路博房 役[25]
- 山田太一ドラマスペシャル 終戦60年特別企画 終りに見た街（2005年12月3日、テレビ朝日系）[26]
- 木曜劇場（フジテレビ系）
  - 鹿男あをによし 最終回（2008年3月20日） - 宝石店の男性 役[27]
  - 風のガーデン 最終話（2008年12月18日）[28]
- 東野圭吾ミステリーズ 第4話 レイコと玲子（2012年7月26日、フジテレビ系） - 前村哲也 役[29]
- 新春ワイド時代劇 影武者 徳川家康（2014年1月2日、テレビ東京系） - 布施孫兵衛 役[30]
- 水曜ミステリー9（テレビ東京系）
  - 多摩南署たたき上げ刑事・近松丙吉12（2014年8月20日） - 友部雄一郎 役[31]
  - 軽井沢駐在犬日誌（2015年11月4日） - 設楽文彦 役[32]
  - トカゲの女3 警視庁特殊犯罪バイク班（2017年2月8日）[33] - 春日 役
- フジバラナイト SAT SHARE（2014年8月31日、フジテレビ） - 初老の男性 役[34]
- 土曜ドラマ 4号警備 第3回[35]（2017年4月22日、NHK総合） - 大手不動産会社の幹部 役
- 木曜ドラマ（テレビ朝日系）
  - 緊急取調室 SECOND SEASON 第1話・第2話・第5話・第8話・最終話（2017年4月20日・27日・5月18日・6月8日・15日） - 井中一貴 役[36][37]
  - 六本木クラス 第9話（2022年9月1日） - 裁判長 役
  - ケイジとケンジ、時々ハンジ。 第3話（2023年4月27日） ‐ 弁護人 役
  - ハヤブサ消防団 第1話・第2話（2023年7月13日・20日） - 編集長 役
  - グレイトギフト 第6話（2024年2月22日） - 真壁係長 役
  - Believe-君にかける橋- 第7話（2024年6月6日） - 渕上 役
- 帯ドラマ劇場 トットちゃん! 第8話・第10話・第13話・第15話・第16話・第18話[36][38]（2017年10月11日・13日・18日・20日・23日・25日、テレビ朝日系） - お米屋さん 役
- ドラマスペシャル 検事・悪玉（2018年6月10日、テレビ朝日系）[39] - 佐山高史 役
- ドラマBiz ラストチャンス 再生請負人 第1話[40]（2018年7月16日、テレビ東京系） - 樫村の大学時代の先輩・飯島 役
- さくらの親子丼 第2シリーズ 三杯目（2018年12月15日、東海テレビ・フジテレビ系） - 小宮山光信 役
- NHKスペシャル シリーズ 体感 首都直下
地震 DAY1 - DAY4 パラレル東京[41]（2019年12月2日 - 5日、NHK総合） - ディレクター 役
  - 体感再び 首都直下地震（2021年3月22日）[注 1][42]
- 土曜プレミアム 超常ミステリードラマSP 4つの不思議なストーリー「不思議なお守り」（2020年12月26日、フジテレビ系）[43]
- 金曜8時のドラマ 今野敏サスペンス 警視庁強行犯係 樋口顕 Season1 最終話（2021年2月19日、テレビ東京系）[44]
- ドラマプレミア10 アノニマス〜警視庁“指殺人”対策室〜 第7話[45]（2021年3月8日、テレビ東京系） - 羽鳥賢三の上司 役
- ひきこもり先生（NHK総合）
  - シーズン1 第5回（2021年7月10日）[46]
  - シーズン2 後編（2022年12月24日）[47]
- 月曜プレミア8 今野敏サスペンス 機捜235 第3作（2022年5月16日、テレビ東京系）[48] - 立花 役
- 金曜ナイトドラマ リエゾン -こどものこころ診療所- 第7話[49]（2023年3月3日、テレビ朝日系） - 佐山記念総合病院の精神科医・吉村 役
- 火曜21時枠（テレビ朝日系）
  - unknown 第5話[50]（2023年5月16日） - 捜査一課の刑事 役
  - Inspired by 池井戸潤 民王R 第7話（2024年12月3日） - 山根議員 役
  - 家政夫のミタゾノ 第7シリーズ 第6話（2025年2月18日） - 後援会長 役
- 月曜22時枠 トクメイ!警視庁特別会計係 第1話 - 第3話・第5話・第6話・第8話 - 最終話（2023年10月16日 - 30日・11月13日・20日・12月4日 - 12月25日、フジテレビ系） - 刑事課長・葉山勇 役
- 木曜ドラマ（日本テレビ系）
  - 約束 〜16年目の真実〜 第2話 - 第4話（2024年4月18日 - 5月2日） - 井口 役
  - 恋愛禁止 第5話（2025年7月31日）[51] - 探偵・轟 役
- 土ドラ9 花咲舞が黙ってない 第3シリーズ 第7話（2024年5月25日、日本テレビ系） - 石場秀一 役
- 土ドラ10 潜入兄妹 特殊詐欺特命捜査官 第7話（2024年11月16日、日本テレビ系） - 豊川拓真 役
- 金曜ナイトドラマ 魔物 마물 第2話 - 第7話（2025年4月25日 - 6月6日、テレビ朝日系） - 丁賀達彦 役[52]